# Puchar Świata w Zapasach 2015 – styl klasyczny mężczyzn
Zawody Pucharu Świata w 2015 roku w stylu klasycznym rywalizowano pomiędzy 19– 20 lutego w Teheranie w Iranie na terenie Azadi Indoor Stadium.

## Styl klasyczny

### Ostateczna kolejność drużynowa
| Poz. | Państwo     |
| ---- | ----------- |
|      | Azerbejdżan |
|      | Rosja       |
|      | Iran        |
| 4.   | Turcja      |
| 5.   | Węgry       |
| 6.   | Szwecja     |
| 7.   | Niemcy      |
| 8.   | Armenia     |

### Grupa A
| Grupa A        |
| -------------- |
| 1. Azerbejdżan |
| 2. Iran        |
| 3. Szwecja     |
| 4. Niemcy      |

Wyniki:
- Azerbejdżan –  Iran 6-2
- Szwecja –  Niemcy 6-2
- Iran –  Szwecja 6-2
- Azerbejdżan –  Niemcy 7-1
- Iran –  Niemcy 7-1
- Azerbejdżan –  Szwecja 7-1

### Grupa B
| Grupa B    |
| ---------- |
| 1. Rosja   |
| 2. Turcja  |
| 3. Węgry   |
| 4. Armenia |

Wyniki:
- Rosja –  Węgry 5-3
- Turcja –  Armenia 6-2
- Rosja –  Armenia 7-1
- Turcja –  Węgry 4-4
- Rosja –  Turcja 6-2
- Węgry –  Armenia 5-3

### Finały
- 7-8  Niemcy –  Armenia 6-2
- 5-6  Węgry –  Szwecja 6-2
- 3-4  Iran –  Turcja 6-2
- 1-2  Azerbejdżan –  Rosja 4-4

## Zawodnicy w poszczególnych kategoriach
| Waga   |                                 |                                   |                                       | 4                           | 5                            | 6                                    | 7                              | 8                  |
| ------ | ------------------------------- | --------------------------------- | ------------------------------------- | --------------------------- | ---------------------------- | ------------------------------------ | ------------------------------ | ------------------ |
| 59 kg  | Elman Muxtarov Rövşən Bayramov  | Stiepan Marianian Zaur Kabałojew  | Mohsen Hadżipur Mohammad Nurbachsz    | Ayhan Karakuş Hammet Rüstem | Péter Módos                  | Joakim Fagerlund                     | Deniz Menekse                  | Artur Mykyrtczian  |
| 66 kg  | Kamran Məmmədov Həsən Əliyev    | Askier Orszokdugow Artiom Surkow  | Mohammadali Garaji Afszin Bijabangard | Atakan Yüksel               | Krisztián Jäger              | Frunze Harutyunyan                   | Matthias Maasch                | Gor Sirekanyan     |
| 71 kg  | Rəsul Çunayev Rüstəm Əliyev     | Jurij Dienisow Czingiz Łabazanow  | Pajam Bujeri Ramin Taherisartang      | Yunus Özel                  | Tamás Lőrincz Bálint Korpási | Sharur Vardanyan Zakarias Tallroth   | Maximilian Schwabe             | Rafajel Aleksanian |
| 75 kg  | Elvin Mürsəliyev                | Aleksandr Czechirkin Roman Własow | Jusef Akhbari                         | Emrah Kuş                   | László Szabó                 | Christoffer Nilsson Robert Rosengren | Jan Rotter                     | Karapet Czalian    |
| 80 kg  | Rafiq Hüseynov                  | Jewgienij Salejew Biłan Nalgijew  | Habibollah Achlaghi                   | Aslan Atem                  | Péter Bácsi                  | Lennie Persson                       | Pascal Eisele Florian Neumaier | Eduard Sarksjan    |
| 85 kg  | İslam Abbasov Şəhriyar Məmmədov | Dawit Czakwetadze Azamat Bikbajew | Dawud Abedinzade Modżtaba Karimfar    | Kansu İldem Metehan Başar   | Patrik Szabó                 | Kristofer Johansson Jim Pettersson   | Jan Fischer                    | Maksim Manukian    |
| 98 kg  | Orxan Nuriyev                   | Maksim Safarian Nikita Mielnikow  | Mahdi Alijari Fejzabadi               | Fatih Başköy                | Balázs Kiss                  | Teodoros Tunusidis Fredrik Schön     | Felix Radinger                 | Wahe Simonian      |
| 130 kg | Sabah Szari’ati                 | Siergiej Siemionow Witalij Szczur | Behnam Mahdizade Baszir Babadżanzade  | Rıza Kayaalp                | Bálint Lám                   | Johan Eurén                          | Eduard Popp                    | Edgar Chaczatrian  |